# 王的男人
《王的男人》（：／）是2005年上映的韓國歷史劇情片，改編自韓國劇作家金泰雄創作的舞台劇《爾》，由《黄山伐》的導演李濬益執導，甘宇成、鄭進永、姜成妍、李準基主演。2005年12月29日在韓國上映，本片作為韓國電影代表角逐奧斯卡最佳外語片獎。

## 劇情介紹
在15世紀由燕山君統治的朝鮮國，賤民長生、孔吉是雜耍藝人，兩人所處的戲班受邀至某鄉紳家中表演，主人對孔吉美貌鍾情不已，長生不悅假裝失手而終止表演；長生為救孔吉逃離主人魔掌，卻遭到戲班主毒打，孔吉失手將戲班主殺死，兩人流浪到京城漢陽。
長生、孔吉與六甲、七德、八福結為好友，一行五人開始在街頭表演諷刺燕山君寵愛前名妓張綠水妃子的戲碼，紅遍京城大街小巷，卻意外被皇宮內侍官處善看到，將戲班帶入宮中，燕山君大喜，下令將他們留置宮中演出。
戲班演出嘲諷大臣、內宮鬥爭的戲碼，燕山君情緒大受刺激、親手殺死先皇妃子；缺乏母愛的燕山君將感情轉移到孔吉身上，經常召見孔吉做伴，甚至授予孔吉官位。大臣們也計畫要推翻變得殘暴不仁的燕山君。
長生對孔吉不願離開燕山君心生不滿，打算與七德、八福一同離開；失寵的張綠水與內宮密謀偽造孔吉筆跡，以訓民正音文字寫下誹謗燕山君的書信。長生阻止孔吉被陷害並頂罪被判死刑，雖被內侍官處善私下放走，卻又返回宮中走高空繩及嘲諷燕山君，遭烙瞎雙眼。最後討伐燕山君的反叛軍打入王宮，燕山君和張綠水卻不為所動，仍痴痴看著長生、孔吉的高空繩演出。

## 演員陣容

### 主要人物
- 甘宇成 飾演 長生
- 鄭進永 飾演 燕山君
- 姜成妍 飾演 張綠水
- 李準基 飾演 孔吉

### 其他人物
- 張航善 飾演 金處善
- 柳海真 飾演 六甲
- 鄭石勇 飾演 七德
- 李承訓（朝鲜语：이승훈 (배우)） 飾演 八福
- 尹柱相 飾演 成希顔
- 崔日和 飾演 成俊
- 申正根 飾演 李克均
- 朴洙日（朝鲜语：박수일 (배우)） 飾演 朴元宗
- 禹賢 飾演 洪內官
- 尹素貞 飾演 仁粹大妃
- 全日范（朝鲜语：전일범） 飾演 尹至尚
- 孟奉学（朝鲜语：맹봉학） 飾演 義禁府道士
- 郑大勇 饰演 算命先生
- 李英锡（朝鲜语：이영석 (배우)） 飾演 两班
- 赵莲（朝鲜语：조련 (배우)） 飾演 廉贵人
- 姜恩珍（朝鲜语：강은진） 飾演 宫女
- 朴英树（朝鲜语：박영수 (배우)） 飾演 宫中的小丑

## 發行

### 上映
- 台灣：2006年5月7日
- 新加坡：2006年6月22日
- 加拿大：2006年9月7日（溫哥華/多倫多電影節）
- 日本：2006年10月21日（東京電影節）/ 2006年12月9日（影院上映）
- 上海：2006年10月28日
- 英國：2006年10月29日（倫敦電影節）
- 南非：2006年11月14日（開普敦電影節）
- 紐西蘭：2006年12月1日（電影節）
- 美國：2007年1月3日（洛杉磯）
- 義大利：2007年3月30日（佛羅倫薩電影節）
- 法國：2007年4月1日（多維爾亞洲電影節）2008年1月23日（影院上映）

### 票房
韓國最終累計觀影人次為12,302,831人次。

## 獎項榮譽
| 年份   | 頒獎禮                  | 獎項                    | 入圍者         | 結果 |
| ------ | ----------------------- | ----------------------- | -------------- | ---- |
| 2006年 | 第3屆MaxMovie最佳電影獎 | 最佳導演                | 李濬益         | 獲獎 |
| 2006年 | 第3屆MaxMovie最佳電影獎 | 最佳男配角              | 李準基         | 獲獎 |
| 2006年 | 第3屆MaxMovie最佳電影獎 | 最佳預告片              | 《王的男人》   | 獲獎 |
| 2006年 | 第29屆韓國黃金攝影獎    | 最佳電影                | 《王的男人》   | 獲獎 |
| 2006年 | 第29屆韓國黃金攝影獎    | 攝影獎金獎              | 池吉雄         | 獲獎 |
| 2006年 | 第29屆韓國黃金攝影獎    | 最佳新人男演員          | 李准基         | 獲獎 |
| 2006年 | 第42屆百想藝術大獎      | 電影部門 大獎           | 李濬益         | 獲獎 |
| 2006年 | 第42屆百想藝術大獎      | 電影部門 最佳電影       | 《王的男人》   | 提名 |
| 2006年 | 第42屆百想藝術大獎      | 電影部門 最佳導演       | 李濬益         | 提名 |
| 2006年 | 第42屆百想藝術大獎      | 電影部門 最佳男主角     | 甘宇成         | 提名 |
| 2006年 | 第42屆百想藝術大獎      | 電影部門 最佳新人男演員 | 李准基         | 獲獎 |
| 2006年 | 第42屆百想藝術大獎      | 電影部門 最佳劇本       | 崔錫煥         | 提名 |
| 2006年 | 第43屆大鐘獎            | 最佳電影                | 《王的男人》   | 獲獎 |
| 2006年 | 第43屆大鐘獎            | 最佳導演                | 李濬益         | 獲獎 |
| 2006年 | 第43屆大鐘獎            | 最佳男主角              | 甘宇成         | 獲獎 |
| 2006年 | 第43屆大鐘獎            | 最佳男配角              | 柳海真         | 獲獎 |
| 2006年 | 第43屆大鐘獎            | 最佳女配角              | 姜成妍         | 提名 |
| 2006年 | 第43屆大鐘獎            | 最佳新人男演員          | 李准基         | 獲獎 |
| 2006年 | 第43屆大鐘獎            | 最佳劇本                | 崔錫煥         | 獲獎 |
| 2006年 | 第43屆大鐘獎            | 最佳美術指導            | 姜勝勇         | 提名 |
| 2006年 | 第43屆大鐘獎            | 最佳服裝設計            | 沈賢燮         | 提名 |
| 2006年 | 第43屆大鐘獎            | 最佳攝影                | 池吉雄         | 獲獎 |
| 2006年 | 第43屆大鐘獎            | 最佳剪輯                | 金尚範         | 提名 |
| 2006年 | 第43屆大鐘獎            | 最佳配樂                | 李丙雨         | 提名 |
| 2006年 | 第43屆大鐘獎            | 最佳音效技術            | 崔泰英         | 提名 |
| 2006年 | 第43屆大鐘獎            | 人氣男演員獎            | 李准基         | 獲獎 |
| 2006年 | 第43屆大鐘獎            | 人氣女演員獎            | 姜成妍         | 獲獎 |
| 2006年 | 第43屆大鐘獎            | 海外人氣獎              | 李准基         | 獲獎 |
| 2006年 | 第14屆春史電影獎        | 最佳男主角              | 甘宇成         | 獲獎 |
| 2006年 | 第14屆春史電影獎        | 最佳男配角              | 張航善         | 獲獎 |
| 2006年 | 第5屆大韓民國電影大獎   | 最佳新人男演員          | 李准基         | 獲獎 |
| 2006年 | 第5屆大韓民國電影大獎   | 最佳電影                | 《王的男人》   | 提名 |
| 2006年 | 第5屆大韓民國電影大獎   | 最佳女配角              | 姜成妍         | 提名 |
| 2006年 | 第5屆大韓民國電影大獎   | 最佳導演                | 李濬益         | 提名 |
| 2006年 | 第5屆大韓民國電影大獎   | 最佳美術指導            | 姜勝勇         | 提名 |
| 2006年 | 第27屆青龍電影獎        | 最佳電影                | 《王的男人》   | 提名 |
| 2006年 | 第27屆青龍電影獎        | 最佳男主角              | 甘宇成         | 提名 |
| 2006年 | 第27屆青龍電影獎        | 最佳男配角              | 柳海真         | 提名 |
| 2006年 | 第27屆青龍電影獎        | 最佳女配角              | 姜成妍         | 提名 |
| 2006年 | 第27屆青龍電影獎        | 最佳新人男演員          | 李准基         | 提名 |
| 2006年 | 第27屆青龍電影獎        | 最佳導演                | 李濬益         | 提名 |
| 2006年 | 第27屆青龍電影獎        | 最佳美術指導            | 姜勝勇         | 提名 |
| 2006年 | 第27屆青龍電影獎        | 最佳照明                | 韓基燁         | 提名 |
| 2006年 | 第27屆青龍電影獎        | 技術獎                  | 金尚範（剪輯） | 提名 |
| 2006年 | 第27屆青龍電影獎        | 最佳配樂                | 李丙雨         | 獲獎 |
| 2007年 | 第9屆多维尔亚洲电影节   | 評審團獎                | 《王的男人》   | 獲獎 |

## 原聲帶
1. "가려진" - "Veiled" by Jang Jae-hyeong (Jang-seng's theme)
2. "프롤로그 - 먼길" - "Prologue - Long Roads"
3. "각시탈" - "Gak-shi Tal (Mask of a Woman)"
4. "돌아올 수 없는" - "Cannot Return"
5. "너 거기 있니? 나 여기 있어." - "Are you over there? I am over here."
6. "세상속으로" - "Into the World"
7. "위험한 제의 하나" - "Dangerous Suggestion Number One"
8. "행복한 광대들" - "The Happy Clowns"
9. "내가 왕이 맞느냐" - "Am I the King or not"
10. "위험한 제의 둘" - "Dangerous Suggestion Number Two"
11. "꿈꾸는 광대들" - "The Dreaming Clowns"
12. "수청" - "Serve Maiden"
13. "인형놀이" - "Playing with Dolls"
14. "연정" - "Romantic Emotions"
15. "그림자놀이" - "Playing with Shadows"
16. "피적삼의 울음소리" - "The Cry of Rags"
17. "광대사냥" - "Clown Hunt"
18. "광대의 죽음" - "Death of a Clown"
19. "어서 쏴" - "Shoot Now"
20. "질투" - "Envy"
21. "장생의 분노" - "The Fury of Jang-Seng"
22. "내가 썼소" - "I wrote it."
23. "애원" - "Plea"
24. "장생의 외침" - "The Yell of Jang-Seng"
25. "눈먼장생" - "Jang-Seng the Blind"
26. "자궁속으로" - "Into the Womb"
27. "반정의 북소리" - "Ban-Jeong's Sounds of Drumming"
28. "반허공" - "Mid-air"
29. "에필로그 - 돌아오는 길" - "Epilogue - The Homeward Road"
30. "반허공" Guitar Version - "Mid-air" Guitar Version

## 外部連結
- Daum上《王的男人》的資料

- 韩国电影数据库（KMDb）上《王的男人》的資料
- 互联网电影数据库（IMDb）上《王的男人》的资料（英文）
- Yahoo奇摩電影上《王的男人》的資料（繁體中文）
- 豆瓣电影上《王的男人》的資料 （简体中文）